# Коне Павлов
Коне Павлов или Павлев е български хайдутин, оглавявал чета в Прилепско в края на XIX век.

## Биография
Роден е в град Прилеп, тогава в Османската империя. Завършва училище в родния си град. След 1878 година заминава за Свободна България и работи като чиновник. В 1885 година влиза в четата на Адам Калмиков. След разбиването на четата Коне се отделя и се прехвърля в родното му Прилепско, където оглавява хайдушка чета от 8 души. В началото на 1880-те години четник при Коне Павлов е Мирче Ацев.
На Тодоровден 1886 година четата на Коне Павлов отсяда в манастира „Свети Арахангел“ във Варош, но е открита и разгромена. Коне Павлов е заловен жив и отровен по-късно в затвора или умира от раните си.